# Cerc (okręg Kluż)
Cerc – wieś w Rumunii, w okręgu Kluż, w gminie Valea Ierii. W 2011 roku liczyła 108 mieszkańców.